# Finlandia na Zimowych Igrzyskach Paraolimpijskich 1984
Finlandię na Zimowych Igrzyskach Paraolimpijskich w 1984 roku reprezentowało 30 zawodników (24 mężczyzn i 6 kobiet) w 3 dyscyplinach. Zdobyli oni łącznie 34 medali (w tym 19 złotych), plasując swój kraj na 2. miejscu w klasyfikacji medalowej.
Był to trzeci występ Finlandii na zimowej paraolimpiadzie.

## Medaliści

### Złote Medale
| Zawodnik                                                   | Dyscyplina                      | Konkurencja                      |
| ---------------------------------------------------------- | ------------------------------- | -------------------------------- |
| Jouko Grip                                                 | Biegi narciarskie               | Bieg na 10 km mężczyzn (LW6/8)   |
| Jouko Grip                                                 | Biegi narciarskie               | Bieg na 20 km mężczyzn (LW6/8)   |
| Lahja Hämäläinen                                           | Łyżwiarstwo szybkie na siedząco | Wyścig na 100 m kobiet (gr. 1)   |
| Lahja Hämäläinen                                           | Łyżwiarstwo szybkie na siedząco | Wyścig na 300 m kobiet (gr. 1)   |
| Lahja Hämäläinen                                           | Łyżwiarstwo szybkie na siedząco | Wyścig na 500 m kobiet (gr. 1)   |
| Lahja Hämäläinen                                           | Łyżwiarstwo szybkie na siedząco | Wyścig na 700 m kobiet (gr. 1)   |
| Alli Hatva                                                 | Biegi narciarskie               | Bieg na 5 km kobiet (LW6/8)      |
| Alli Hatva                                                 | Biegi narciarskie               | Bieg na 10 km kobiet (LW6/8)     |
| Veikko Jantunen                                            | Biegi narciarskie               | Bieg na 5 km mężczyzn (LW4)      |
| Samuli Kämi                                                | Biegi narciarskie               | Bieg na 10 km mężczyzn (LW2)     |
| Kylliki Luhtapuro                                          | Biegi narciarskie               | Bieg na 5 km kobiet (B2)         |
| Liisa Mäkelä                                               | Biegi narciarskie               | Bieg na 5 km kobiet (LW4)        |
| Kirsti Pennanen                                            | Biegi narciarskie               | Bieg na 5 km mężczyzn (B1)       |
| Kirsti Pennanen                                            | Biegi narciarskie               | Bieg na 10 km mężczyzn (B1)      |
| Veikko Puputti                                             | Łyżwiarstwo szybkie na siedząco | Wyścig na 300 m mężczyzn (gr. 1) |
| Veikko Puputti                                             | Łyżwiarstwo szybkie na siedząco | Wyścig na 500 m mężczyzn (gr. 1) |
| Veikko Puputti                                             | Łyżwiarstwo szybkie na siedząco | Wyścig na 700 m mężczyzn (gr. 1) |
| Pertti Sankilampi                                          | Biegi narciarskie               | Bieg na 5 km mężczyzn (LW2)      |
| Jouko Grip Veikko Jantunen Kimmo Kettunen Heikki Miettinen | Biegi narciarskie               | Sztafeta 4x5 km mężczyzn (LW2-9) |

### Srebrne Medale
| Zawodnik                                                    | Dyscyplina        | Konkurencja                      |
| ----------------------------------------------------------- | ----------------- | -------------------------------- |
| Martti Juntunen                                             | Biegi narciarskie | Bieg na 10 km mężczyzn (B1)*     |
| Martti Juntunen                                             | Biegi narciarskie | Bieg na 10 km mężczyzn (B1)*     |
| Samuli Kämi                                                 | Biegi narciarskie | Bieg na 5 km mężczyzn (LW2)      |
| Kimmo Kettunen                                              | Biegi narciarskie | Bieg na 10 km mężczyzn (LW6/8)   |
| Kylliki Luhtapuro                                           | Biegi narciarskie | Bieg na 10 km kobiet (B2)        |
| Liisa Mäkelä                                                | Biegi narciarskie | Bieg na 10 km kobiet (LW4)       |
| Pertti Sankilampi                                           | Biegi narciarskie | Bieg na 10 km mężczyzn (LW2)     |
| Samuli Kämi Lauri Moilanen Pertti Sankilampi Erkki Seppänen | Biegi narciarskie | Sztafeta 4x5 km mężczyzn (LW2-9) |
| Ismo Alanko Martti Juntunen Mauno Sulisalo Teuvo Talmia     | Biegi narciarskie | Sztafeta 4x10 km mężczyzn (B1-2) |

* Są to 2 osobne biegi, jednak w bazie danych są zapisane jednakowymi nazwami.

### Brązowe Medale
| Zawodnik         | Dyscyplina        | Konkurencja                    |
| ---------------- | ----------------- | ------------------------------ |
| Tarja Hovinen    | Biegi narciarskie | Bieg na 5 km kobiet (B2)       |
| Veikko Jantunen  | Biegi narciarskie | Bieg na 10 km mężczyzn (LW4)   |
| Heikki Miettinen | Biegi narciarskie | Bieg na 10 km mężczyzn (LW6/8) |
| Ari Mustonen     | Biegi narciarskie | Bieg na 5 km mężczyzn (LW2)    |
| Tauno Seppänen   | Biegi narciarskie | Bieg na 10 km mężczyzn (LW2)   |
| Heikki Miettinen | Biegi narciarskie | Bieg na 10 km mężczyzn (B1)    |

## Wyniki reprezentacji

### Biegi Narciarskie
Objaśnienie kategorii:
- LW2 – osoby stojące; po amputacji kończyny dolnej powyżej kolana
- LW3 – osoby stojące; po amputacji obu kóończyn dolnych poniżej kolana, z łagodnym porażeniem mózgowym lub po częściowej amputacji
- LW4 – osoby stojące; po amputacji kończyny dolnej poniżej kolana
- LW5/7 – osoby stojące; po amputacji obu kończyn górnych
- LW6/8 – osoby stojące; po amputacji kończyny górnej
- LW9 – osoby stojące; po częściowej lub całkowitej amputacji jednej kończyny górnej i jednej dolnej
- B1 – osoby niewidome
- B2 – osoby z funkcjonującym wzrokiem na poziomie 3-5%

W igrzyskach rozgrywano również konkurencje dla osób siedzących, lecz Finlandia nie wystawiła zawodników w tej konkurencjach.

#### Osoby stojące

##### Mężczyźni
| Zawodnik                                                    | Konkurencja             | Czas      | Pozycja | Źródło |
| ----------------------------------------------------------- | ----------------------- | --------- | ------- | ------ |
| Pertti Sankilampi                                           | Bieg na 5 km (LW2)      | 16:26.7   | złoto   | [ 3 ]  |
| Samuli Kämi                                                 | Bieg na 5 km (LW2)      | 16:41.7   | srebro  | [ 3 ]  |
| Ari Mustonen                                                | Bieg na 5 km (LW2)      | 19:34.3   | brąz    | [ 3 ]  |
| Veikko Jantunen                                             | Bieg na 5 km (LW4)      | 16:15.9   | złoto   | [ 4 ]  |
| Lauri Moilanen                                              | Bieg na 5 km (LW4)      | 17:19.9   | 7.      | [ 4 ]  |
| Pekka Tiilikainen                                           | Bieg na 5 km (LW4)      | 19:15.7   | 14.     | [ 4 ]  |
| Pauli Mölsä                                                 | Bieg na 5 km (LW5/7)    | 21:29.1   | 4.      | [ 5 ]  |
| Reino Vesander                                              | Bieg na 5 km (LW5/7)    | 24:25.1   | 6.      | [ 5 ]  |
| Kari Laakkonen                                              | Bieg na 5 km (LW5/7)    | DNS       | DNS     | [ 5 ]  |
| Jouko Grip                                                  | Bieg na 10 km (LW6/8)   | 32:27.0   | złoto   | [ 6 ]  |
| Kimmo Kettunen                                              | Bieg na 10 km (LW6/8)   | 33:32.1   | srebro  | [ 6 ]  |
| Heikki Miettinen                                            | Bieg na 10 km (LW6/8)   | 33:52.9   | brąz    | [ 6 ]  |
| Samuli Kämi                                                 | Bieg na 10 km (LW2)     | 34:14.0   | złoto   | [ 7 ]  |
| Pertti Sankilampi                                           | Bieg na 10 km (LW2)     | 35:17.6   | srebro  | [ 7 ]  |
| Tauno Seppänen                                              | Bieg na 10 km (LW2)     | 43:01.3   | brąz    | [ 7 ]  |
| Veikko Jantunen                                             | Bieg na 10 km (LW4)     | 34:48.0   | brąz    | [ 8 ]  |
| Lauri Moilanen                                              | Bieg na 10 km (LW4)     | 37:15.4   | 8.      | [ 8 ]  |
| Erkki Kukkanen                                              | Bieg na 10 km (LW4)     | 39:33.5   | 13.     | [ 8 ]  |
| Reino Vesander                                              | Bieg na 10 km (LW5/7)   | 50:11.6   | 6.      | [ 9 ]  |
| Kari Laakkonen                                              | Bieg na 10 km (LW5/7)   | DQ        | DQ      | [ 9 ]  |
| Pauli Mölsä                                                 | Bieg na 10 km (LW5/7)   | DQ        | DQ      | [ 9 ]  |
| Jouko Grip                                                  | Bieg na 20 km (LW6/8)   | 1:08:55.2 | złoto   | [ 10 ] |
| Heikki Miettinen                                            | Bieg na 20 km (LW6/8)   | DQ        | DQ      | [ 10 ] |
| Erkki Seppänen                                              | Bieg na 20 km (LW6/8)   | DQ        | DQ      | [ 10 ] |
| Jouko Grip Veikko Jantunen Kimmo Kettunen Heikki Miettinen  | Sztafeta 4x5 km (LW2-9) | 1:03:00.5 | złoto   | [ 11 ] |
| Samuli Kämi Lauri Moilanen Pertti Sankilampi Erkki Seppänen | Sztafeta 4x5 km (LW2-9) | 1:05:25.9 | srebro  | [ 11 ] |

##### Kobiety
| Zawodniczka  | Konkurencja           | Czas    | Pozycja | Źródło |
| ------------ | --------------------- | ------- | ------- | ------ |
| Liisa Mäkelä | Bieg na 5 km (LW4)    | 22:17.9 | złoto   | [ 12 ] |
| Liisa Mäkelä | Bieg na 10 km (LW4)   | 47:35.5 | srebro  | [ 13 ] |
| Alli Hatva   | Bieg na 5 km (LW6/8)  | 19:57.5 | złoto   | [ 14 ] |
| Alli Hatva   | Bieg na 10 km (LW6/8) | 42:36.1 | złoto   | [ 15 ] |

#### Osoby niewidome lub niedowidzące

##### Mężczyźni
| Zawodnik                                                | Konkurencja             | Czas      | Pozycja | Źródło |
| ------------------------------------------------------- | ----------------------- | --------- | ------- | ------ |
| Martti Juntunen                                         | Bieg na 10 km (B1)*     | 40:26.2   | srebro  | [ 16 ] |
| Mauno Sulisalo                                          | Bieg na 10 km (B1)*     | 42:23.7   | 4.      | [ 16 ] |
| Teuvo Talmia                                            | Bieg na 10 km (B2)*     | 35:43.0   | 6.      | [ 17 ] |
| Ismo Alanko                                             | Bieg na 10 km (B2)*     | 36:06.6   | 7.      | [ 17 ] |
| Veikko Valkonen                                         | Bieg na 10 km (B2)*     | 37:01.1   | 8.      | [ 17 ] |
| Torsti Sokka                                            | Bieg na 10 km (B2)*     | 37:38.7   | 9.      | [ 17 ] |
| Martti Juntunen                                         | Bieg na 10 km (B1)*     | 1:23:19.5 | srebro  | [ 18 ] |
| Mauno Sulisalo                                          | Bieg na 10 km (B1)*     | 1:27:10.2 | brąz    | [ 18 ] |
| Teuvo Talmia                                            | Bieg na 10 km (B2)*     | 1:13:06.2 | 6.      | [ 19 ] |
| Veikko Valkonen                                         | Bieg na 10 km (B2)*     | 1:19:40.9 | 7.      | [ 19 ] |
| Torsti Sokka                                            | Bieg na 10 km (B2)*     | 1:21:20.7 | 10.     | [ 19 ] |
| Ismo Alanko                                             | Bieg na 10 km (B2)*     | DNF       | DNF     | [ 19 ] |
| Ismo Alanko Martti Juntunen Mauno Sulisalo Teuvo Talmia | Sztafeta 4x10 km (B1-2) | 2:26:03.4 | srebro  | [ 20 ] |

* Są to cztery osobne biegi, jednak w bazie danych zostały zapisane pod jednakową nazwą

##### Kobiety
| Zawodniczka       | Konkurencja        | Czas    | Pozycja | Źródło |
| ----------------- | ------------------ | ------- | ------- | ------ |
| Kirsti Pennanen   | Bieg na 5 km (B1)  | 24:33.7 | złoto   | [ 21 ] |
| Kylliki Luhtapuro | Bieg na 5 km (B2)  | 19:53.4 | złoto   | [ 22 ] |
| Tarja Hovinen     | Bieg na 5 km (B2)  | 20:46.7 | brąz    | [ 22 ] |
| Kirsti Pennanen   | Bieg na 10 km (B1) | 51:00.6 | złoto   | [ 23 ] |
| Kylliki Luhtapuro | Bieg na 10 km (B2) | 44:40.5 | srebro  | [ 24 ] |
| Tarja Hovinen     | Bieg na 10 km (B2) | 46:25.2 | 4.      | [ 24 ] |

### Łyżwiarstwo szybkie na siedząco
- Gr. 1 - paraliż z częściowym lub całkowitym brakiem równowagi w siedzeniu
- Gr. 2 - paraliż z dobrze funkcjonującą równowagą w siedzeniu

#### Mężczyźni
| Zawodnik       | Konkurencja              | Czas    | Pozycja | Źródło |
| -------------- | ------------------------ | ------- | ------- | ------ |
| Erkki Pettinen | Wyścig na 100 m (gr. 2)  | 17.63   | 11.     | [ 25 ] |
| Erkki Pettinen | Wyścig na 500 m (gr. 2)  | 1:25.49 | 11.     | [ 26 ] |
| Erkki Pettinen | Wyścig na 1000 m (gr. 2) | 3:02.59 | 11.     | [ 27 ] |
| Erkki Pettinen | Wyścig na 1500 m (gr. 2) | 4:25.82 | 12.     | [ 28 ] |
| Veikko Puputti | Wyścig na 100 m (gr. 1)  | 18.96   | 4.      | [ 29 ] |
| Veikko Puputti | Wyścig na 300 m (gr. 1)  | 49.19   | złoto   | [ 30 ] |
| Veikko Puputti | Wyścig na 500 m (gr. 1)  | 1:24.61 | złoto   | [ 31 ] |
| Veikko Puputti | Wyścig na 700 m (gr. 1)  | 1:58.74 | złoto   | [ 32 ] |

#### Kobiety
| Zawodniczka      | Konkurencja             | Czas    | Pozycja | Źródło |
| ---------------- | ----------------------- | ------- | ------- | ------ |
| Lahja Hämäläinen | Wyścig na 100 m (gr. 1) | 20.14   | złoto   | [ 33 ] |
| Lahja Hämäläinen | Wyścig na 300 m (gr. 1) | 58.05   | złoto   | [ 34 ] |
| Lahja Hämäläinen | Wyścig na 500 m (gr. 1) | 1:36.47 | złoto   | [ 35 ] |
| Lahja Hämäläinen | Wyścig na 700 m (gr. 1) | 2:15.75 | złoto   | [ 36 ] |